# Shinee World III
Shinee World IIII (promovida como SHINee CONCERT "SHINee WORLD III") é a terceira turnê — quinta no total e primeira mundial — da boy band sul-coreana Shinee. A turnê, que passa por diferentes cidades começou em Seul, em 8 de março de 2014.

## Historia
Em 29 de janeiro de 2014 a SM Entertainment revelou que SHINee iria encontrar seus fãs através de seu concerto 'SHINee CONCERT-SHINee WORLDⅢ-in Seoul' no Olympic Gymnastics Arena em Songpagu, Seul em 8-9 de março. Foi revelado em 6 de março de 2014 que SHINee faria sua primeira turnê na América Latina desde a sua estreia. Em abril, eles estarão indo para o México, Chile e Argentina, como parte de sua terceira turnê 'SHINee WORLD III'. Eles vão começar no México no Mexico City Arena em 4 de abril, passarão para o Movistar Arena no Chile em 6 de abril, em seguida, passarão no Luna Park Arena, em Buenos Aires, Argentina, em 8 de abril.

### Seul
Os garotos apresentaram o primeiro concerto da turnê "SHINee World III" em Seul nos dias 8 e 9 de março para 20.000 fãs. Os meninos disseram:
| “ | Chamamos nosso concerto de 'pipoca'. Todo mundo tem que aparecer. Queremos dizer que todo mundo tem que se levantar e se divertir. Nós lançamos um monte de álbuns no ano passado e nos reunimos com os nossos fãs por um tempo. Nós nos sentimos bem, porque nós sentimos que nosso espectro foi ficando maior. Pensamos que se refletiu sobre este concerto. Mesmo as partes em que estávamos em dúvida, temos confiança de que podemos fazê-lo. | ” |

Shinee performou um total de 29 músicas, incluindo sucessos, como "Juliette", "Lucifer", "Ring Ding Dong", "Sherlock", e as versões em coreano de singles em japonês, como "3 2 1" e outros.

### México
Shinee apresentou-se no Mexico City Arena na Cidade do México com o show intitulado "SHINee World III in Mexico City" para 8.000 fãs. Os garotos cantaram alguns de seus sucessos como, "Replay", "Juliette", "Lucifer" e "Ring Ding Dong". Os garotos também prepararam uma performance especial de "[[Macarena (canção)|Macarena" para seus fãs. Em geral eles realizaram um total de 25 músicas.

### Santiago
Shinee apresentou a "Shinee World III in Santiago" em 6 de abril em Santiago do Chile, reunindo mais de 8.500 fãs no Movistar Arena. Como era o primeiro concerto de Shinee no Chile, os fãs esperaram na rua ao redor da arena de concertos na noite anterior do show. Shinee realizou mais de 25 músicas no show, incluindo "Dream Girl", "Ring Ding Dong", "Everybody" e especialmente para seus fãs "Macarena". Os fãs também prepararam um evento especial para a primeira visita de Shinee no Chile, segurando cartazes que diziam, Happy Birthday Kim Jong Hyun e soltando balões coloridos durante a execução de "Colorful". Shinee também reuniu mais de 100 jornalistas de diferentes meios de imprensa, incluindo LA Tercera, Terra, Canal 13, ETC TV e mais, durante a conferência de imprensa antes do concerto.

### Buenos Aires
O show na Argentina foi realizado em 8 de abril, no Luna Park Arena, onde o grupo apresentou mais de 25 canções, incluindo "Juliette", "Lucifer", "Dream Girl", "Everybody" bem como especialmente preparada "Macarena" para 8.500 fãs. Os fãs cantaram junto as músicas durante toda a performance e preparou um bolo e sinais que diziam: Birthday, Jonghyun para celebrar o aniversário do membro do Shinee Jonghyun. Quando Shinee realizou Green Rain, os fãs seguravam cartazes que diziam: Argentina ama SHINee!. Os membros do Shinee acrescentaram:
| “ | Ficamos surpresos ao ver a resposta apaixonada dos fãs e sentimos uma grande energia a partir deles. Obrigado por mostrar-nos muito apoio durante a nossa primeira turnê e queremos retornar, se tivermos a chance. | ” |

### Xangai
Os garotos se apresentaram em Xangai no dia 1 de junho para a continuação da "Shinee World III". Mesmo que estivesse chovendo durante todo o dia, os fãs chegaram na arena de concertos no início da manhã para esperar o show, e até mesmo preparou um evento especial para os meninos. Durante "Selene 6.23", o público tudo mudou suas lightsticks de áqua pérola para branco para fazer uma onda de branco durante a última música "Green Rain", todos os fãs levantaram banners que diziam "Estamos felizes de estar juntos com vocês".

## Set list
- "Spoiler"
- "Evil"
- "Nightmare"
- "Juliette"
- "Lucifer"
- "Dream Girl"
- "Like a Fire"
- "Hitchhiking"
- "Girls Girls Girls"
- "Queen of New York"
- "Aside"
- "Orgel"
- "Symptoms"
- "Kiss Yo"
- "Start"
- "Dazzling Girl"
- "3 2 1"
- "Destination"
- "Real"
- "Dynamite"
- "Ring Ding Dong"
- "Amigo"
- "Everybody"
- "Selene 6.23"
- "Sherlock"
- "Why So Serious?"
- "Colorful"
- "Green Rain"

- "Spoiler"
- "Evil"
- "Nightmare"
- "Juliette"
- "Lucifer"
- "Replay"
- "Dream Girl"
- "Hello"
- "Jo Jo"
- "Love Like Oxygen"
- "Sleepless Night"
- "Orgel"
- "Symptoms"
- "Macarena"
- "Beautiful"
- "Real"
- "3 2 1"
- "Ring Ding Dong"
- "Amigo"
- "Everybody"
- "Selene 6.23"
- "Sherlock"
- "Why So Serious?"
- "Colorful"
- "Green Rain"

## Datas
| Data                | Cidade           | País          | Local                            |
| ------------------- | ---------------- | ------------- | -------------------------------- |
| Asia                |                  |               |                                  |
| 8 de março de 2014  | Seul             | Coreia do Sul | Olympic Gymnastics Arena         |
| 9 de março de 2014  | Seul             | Coreia do Sul | Olympic Gymnastics Arena         |
| 11 de maio de 2014  | Taipei           | Taiwan        | Xinzhuang Gymnasium              |
| 1 de junho de 2014  | Xangai           | China         | Shanghai Indoor Stadium          |
| 22 de junho de 2014 | Jakarta          | Indonésia     | Mata Elang International Stadium |
| America do Norte    |                  |               |                                  |
| 4 de abril de 2014  | Cidade do México | México        | Mexico City Arena                |
| America do Sul      |                  |               |                                  |
| 6 de abril de 2014  | Santiago         | Chile         | Movistar Arena                   |
| 8 de Abril de 2014  | Buenos Aires     | Argentina     | Luna Park                        |